# Jan Szamowski (kasztelan gostyniński)
Jan Szamowski herbu Prus I (zm. 15 marca 1679)  – kasztelan gostyniński w latach 1655–1679 oraz fundator kościoła Ojców Pijarów w Łowiczu

## Życiorys
Urodzony w rodzinie senatorskiej, był wnukiem Jana Szamowskiego, oraz synem Marcjana i Katarzyny, córki kasztelana Pawła Garwaskiego. Według Marcina Matuszkiewicza i dalszych badań, opartych na jego publikacji Pamiętniki, miał mieć  syna – Stanisława, ojca Heleny, zamężnej z podskarbim wielkim litewskim Janem Michałem Sołłohubem. Tezie tej zaprzecza Sławomir Leitgeber, według którego Stanisław miał być jego bratankiem.
Objął urząd kasztelana gostynińskiego w roku 1655, który sprawował aż do swojej śmierci w 1697. W 1678 ufundował własnym sumptem kościół św. Wojciecha w Łowiczu, ponadto dla sprowadzonych do Łowicza Pijarów ufundował kamienicą tzw. „doktorską”. Na swych dobrach: Sojki, Roszkowo i Wierzbie zapisał na utrzymanie zakonu 13000zł, które miały być wypłacone po śmierci czterech zakonników, do tego czasu osobno płacił na ich utrzymanie.
Jan był właścicielem kilkunastu wsi: Szamowa, Siemienic, Siedlec, Oraczewa, Gajewa Górnego, Wargawa Młoda, Glinnik, Ziewanic, Luboradz, Sojek, Roszkowa, Kter oraz Wierzbowa.